# Хавајан Бичиз (Хаваји)
Хавајан Бичиз (енгл. Hawaiian Beaches) насељено је место за статистичке потребе у америчкој савезној држави Хаваји. По попису становништва из 2010. у њему је живело 4.280 становника.

## Демографија
Према попису становништва из 2010. у граду је живело 4.280 становника, што је 571 (15,4%) становника више него 2000. године.
| Група             | 2000.       | 2010.         |
| Белци             | 941 (25,4%) | 1.202 (28,1%) |
| Афроамериканци    | 24 (0,6%)   | 36 (0,8%)     |
| Азијати           | 619 (16,7%) | 637 (14,9%)   |
| Хиспаноамериканци | 580 (15,6%) | 761 (17,8%)   |
| Укупно            | 3.709       | 4.280         |